# Hannah Montana 2: Meet Miley Cyrus
《Hannah Montana 2: Meet Miley Cyrus》는 발매 첫 주에 32만 5천 장을 판매하며 《빌보드》 200에서 1위로 데뷔했으며, 이후 400만 장 이상의 출하량을 기록하며 미국 음반 산업 협회(RIAA)로부터 4배 플래티넘 인증을 받았다. 사이러스는 또한 18세 이하로 《빌보드》 200에서 1위에 오른 일곱 번째 솔로 아티스트가 되었다. 이 앨범은 유럽과 오세아니아의 여러 국가에서 상위 20위권에 진입하며 차트에서 좋은 성적을 거두었다. 또한 캐나다에서는 멀티 플래티넘 인증을, 호주에서는 오스트레일리아 음반 산업 협회(ARIA)로부터 플래티넘 인증을, 스웨덴에서는 국제 음반 산업 연맹(IFPI)으로부터 플래티넘 인증을 받았고, 멕시코에서는 멕시코 음반 제작 협회(AMPROFON)로부터 골드 인증을, 영국에서는 영국 음반 산업 협회(BPI)로부터 골드 인증을 받았다.
첫 번째 싱글인 〈Nobody's Perfect〉는 2007년 5월 15일 발매되었고, 《빌보드》 핫 100에서 27위에 올랐다. 이는 〈한나 몬타나〉의 싱글 중 가장 높은 순위였다. 두 번째 싱글인 〈Make Some Noise〉는 2007년 6월 5일 디지털 다운로드로 발매되었다. 〈See You Again〉은 2007년 12월 29일 《Meet Miley Cyrus》에서 첫 번째 싱글로 발매되었으며, 《빌보드》 핫 100에서 10위에 올랐다. 이는 사이러스가 처음으로 《빌보드》 핫 100에서 10위 안에 진입한 싱글이다. 〈Start All Over〉는 2008년 3월 11일 오스트레일리아에서만 발매되었고, 《빌보드》 핫 100에서 68위에 올랐다. 앨범은 또한 사이러스의 첫 단독 콘서트 투어인 Best of Both Worlds Tour (2007–08)와 함께 추가적으로 홍보되었다.
앨범의 두 섹션은 2021년 1월 22일, 디지털 플랫폼에서 두 개의 별도 앨범으로 재발매되었다.

## 곡 목록

### Hannah Montana 2
1. "We Got the Party" - 3:37
2. "Nobody's Perfect" - 3:20
3. "Make Some Noise" - 4:48
4. "Rock Star" - 2:59
5. "Old Blue Jeans" - 3:23
6. "Life's What You Make It" - 3:07
7. "One in a Million" - 3:56
8. "Bigger Than Us" - 2:57
9. "You and Me Together" - 3:48
10. "True Friend" - 3:09
11. "One in a Million" (acoustic version) - 3:55 (Rockstar Edition)
12. "We Got the Party" (Feat. Jonas Brothers) - 3:36 (Rockstar Edition)

### Meet Miley Cyrus
1. "See You Again" - 3:10
2. "East Northumberland High" - 3:24
3. "Let's Dance" - 3:02
4. "G.N.O. (Girl's Night Out)" - 3:38
5. "Right Here" - 2:44
6. "As I Am" - 3:45
7. "Start All Over" - 3:27
8. "Clear" - 3:03
9. "Good and Broken" - 2:56
10. "I Miss You" - 3:58